# Холбърн
Холбърн (на английски: Holborn, произнася се [ˈhoʊbɚn]) е квартал в Централен Лондон. За първи път се споменава в хартата на Уестминстърското абатство през 959 г. В началото на 21 век Холбърн е център с развлекателни заведения, хотели и офиси.

## Личности
- Чарлс Дикенс (1812-1870), английски писател, живял в Холбърн